# Voltairine de Cleyre

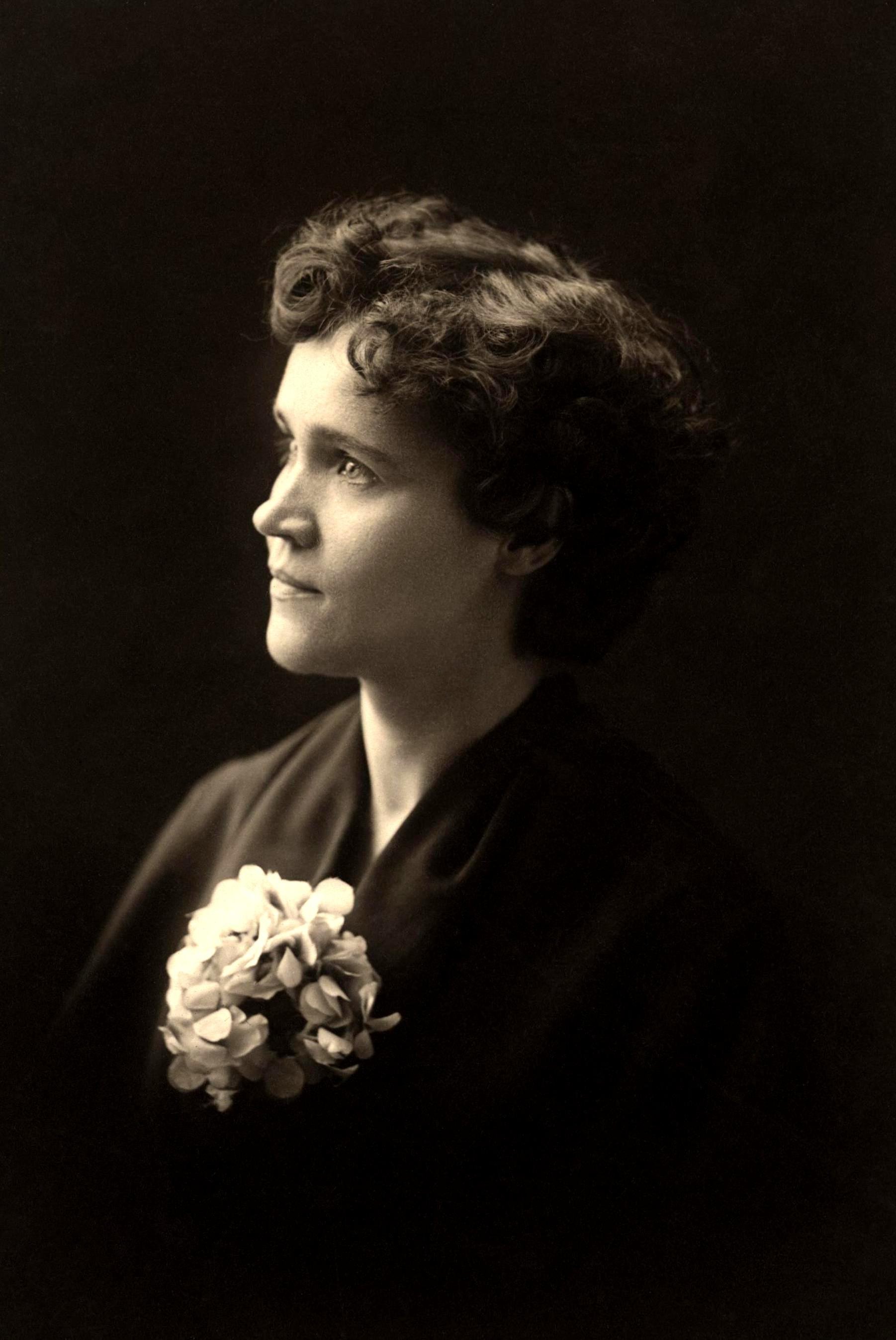
Voltairine de Cleyre i Philadelphia 1901, 35 år gammal.

Voltairine de Cleyre, född 17 november 1866 i Leslie i Ingham County, Michigan, död 20 juni 1912 i Chicago, Illinois, var en amerikansk anarkist, föreläsare och författare, känd för sin kritik av kapitalism, staten, giftermål och religionens makt över sexualiteten och kvinnors liv.
Hon hyllades av Emma Goldman men är relativt okänd idag, även inom anarkistiska kretsar. Hennes ofta plågsamma och mödosamma liv kretsade kring vad hon kallade "Den dominanta idén", men hon var också en komplicerad person, oerhört känslig och obestridligt intellektuellt begåvad. Hon var som Emma Goldman tidig anarkafeminist.

## Biografi
Voltairine de Cleyre fick sitt namn av filosofen Voltaire. Hon föddes i den lilla staden Leslie i Michigan, men flyttade snart ill St. Johns med sin familj där hon levde med olyckligt gifta föräldrar i extrem fattigdom.  
Vid 12 års ålder sattes hon att studera i ett katolskt kloster i Sarnia i Ontario i Kanada, eftersom hennes far trodde hon skulle få en bättre utbildning där. Hon liknade senare sin tid i klostret vid "dödsskuggans dal" och sa att okunnigheten och vidskepelsen i klostret lämnade "vita ärr på hennes själ". 
Runt 1885 flyttade de Cleyre till Grand Rapids och engagerade sig i fritänkarrörelsen. Hon blev känd som en skicklig föreläsare och var redaktör för tidningen The Progressive Age. Hon inspirerades av bland andra Thomas Paine, Mary Wollstonecraft och Clarence Darrow. Andra influenser var Henry David Thoreau, Big Bill Haywood och Eugene Debs. 
Efter Haymarketmassakern i Chicago och den efterföljande avrättningen av demonstranterna 1887 blev de Cleyre anarkist.
De 12 juni 1890 födde hon sonen Harry. Denne växte upp med sin far, fritänkaren James B. Elliot, och de Cleyre tog inte del i hans uppfostran.  
Mellan 1889 och 1910 levde de Cleyre i Philadelphia. Hon bodde med fattiga, judiska immigranter, arbetade som engelska- och musiklärare och lärde sig tala och skriva jiddisch.  
Hon skrev i tidskriften Liberty.
Genom hela sitt liv plågades de Cleyre av sjukdom. Hon försökte vid två tillfällen ta sitt liv, och överlevde 19 december 1902 ett mordförsök. 
Hon dog den 20 juni 1912 av hjärnhinneinflammation. Hon ligger begravd på Waldheim Cemetery utanför Chicago, med bland andra Emma Goldman och Haymarketmartyrerna.  
I ett minnesord skrev Emma Goldman om de Cleyre: "en underbar själ…född på någon avlägsen plats i Michigan, och hon levde i fattigdom i hela sitt liv, men av ren viljestyrka tog hon sig upp ur en levande grav, befriade sitt sinne från mörker och vidskepelse, vände sitt ansikte mot solen, tog till sig ett storslaget ideal och spred det med stor beslutsamhet till sitt lands alla hörn…Ibland låter den amerikanska myllan sällsynta växter gro."
Biografin An American Anarchist: the Life of Voltairine de Cleyre, av Paul Avrich, beskriver de Cleyres liv.

## Politisk filosofi
de Cleyre började verka som anarkokommunist, men övergav rörelsen för individualanarkismen, vilken hon senare också övergav efter meningsmotsättning med Benjamin Tucker. Därefter kallade hon sig bara för anarkist utan för- eller efterbeteckning.

Anarkafeminismens fana